# Diagalves
Diagalves  ist eine autochthone Weißweinsorte aus Portugal. Empfohlen oder zugelassen ist ihr Anbau in ganz Portugal. Ende der 1990er Jahre betrug die bestockte Fläche ca. 2.333 Hektar. Der aus der spätreifenden Sorte gekelterte Wein ist einfach und verfügt in der Regel über einen geringen Alkoholgehalt. Er kann somit sowohl als Tafelwein oder Verschnittwein verwendet werden. Kleine Bestände sind auch in Spanien bekannt.
Lokal ist die Diagalves auch eine beliebte Tafeltraube. Die Traube kann lange am Stock gehalten werden. Nach dem Pflücken trocknen die Trauben jedoch schnell aus. Diagalves ist eine Varietät der Edlen Weinrebe (Vitis vinifera). Sie besitzt zwittrige Blüten und ist somit selbstfruchtend. Beim Weinbau wird der ökonomische Nachteil vermieden, keinen Ertrag liefernde, männliche Pflanzen anbauen zu müssen.
Synonyme: Carnal, Dependura, Diego Alves, Diogalves, Fernan Fer, Formosa, Formosa Dourada oder Formosa Portalegre, Pendura, Pendura Amarela und Villanueva (in Spanien).
Siehe auch die Artikel Weinbau in Portugal und Weinbau in Spanien sowie die Liste von Rebsorten.